# Bavlnářská tkanina
Bavlnářská tkanina je souhrnný název pro tkaniny, které mají vzhled a charakter výrobků z bavlněných vláken a jsou tkané ze staplových přízí vyrobených z bavlny, z umělých vláken s délkou do cca 60 mm (včetně textilních odpadů) nebo směsí těchto vláken s bavlnou. 

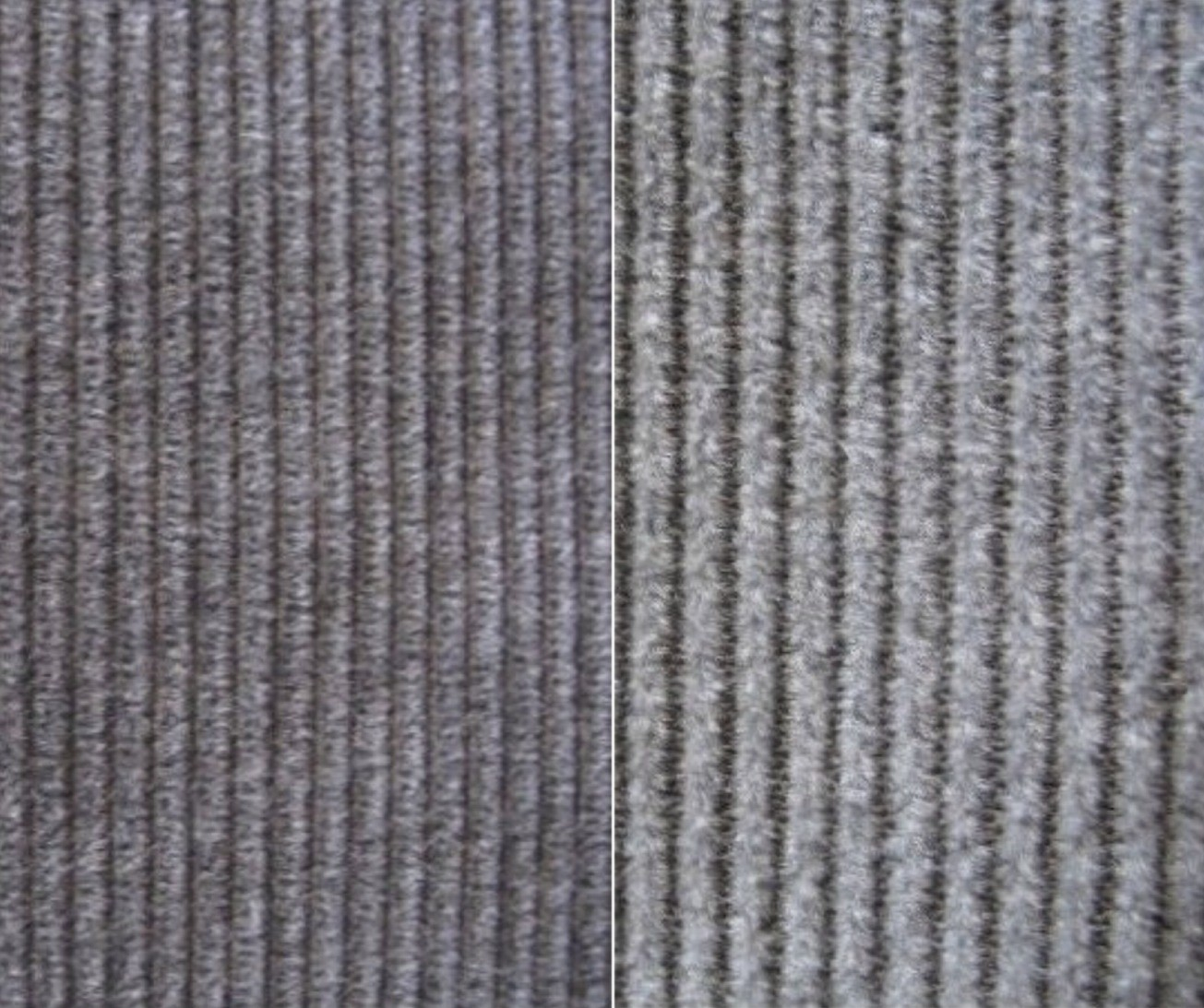
Manšestr: vlevo jako bavlnářská tkanina, vpravo jako vlnařská

Zařazení tkanin z kombinací staplových přízí (např. v útku) s filamentovými přízemi (např. v osnově), z mikrovláken, elastomerů, z kombinací různých technik apod. není ve 2. dekádě 21. století jednoznačně definováno. Tyto výrobky se proto často označují jen podle subjektivního posouzení..

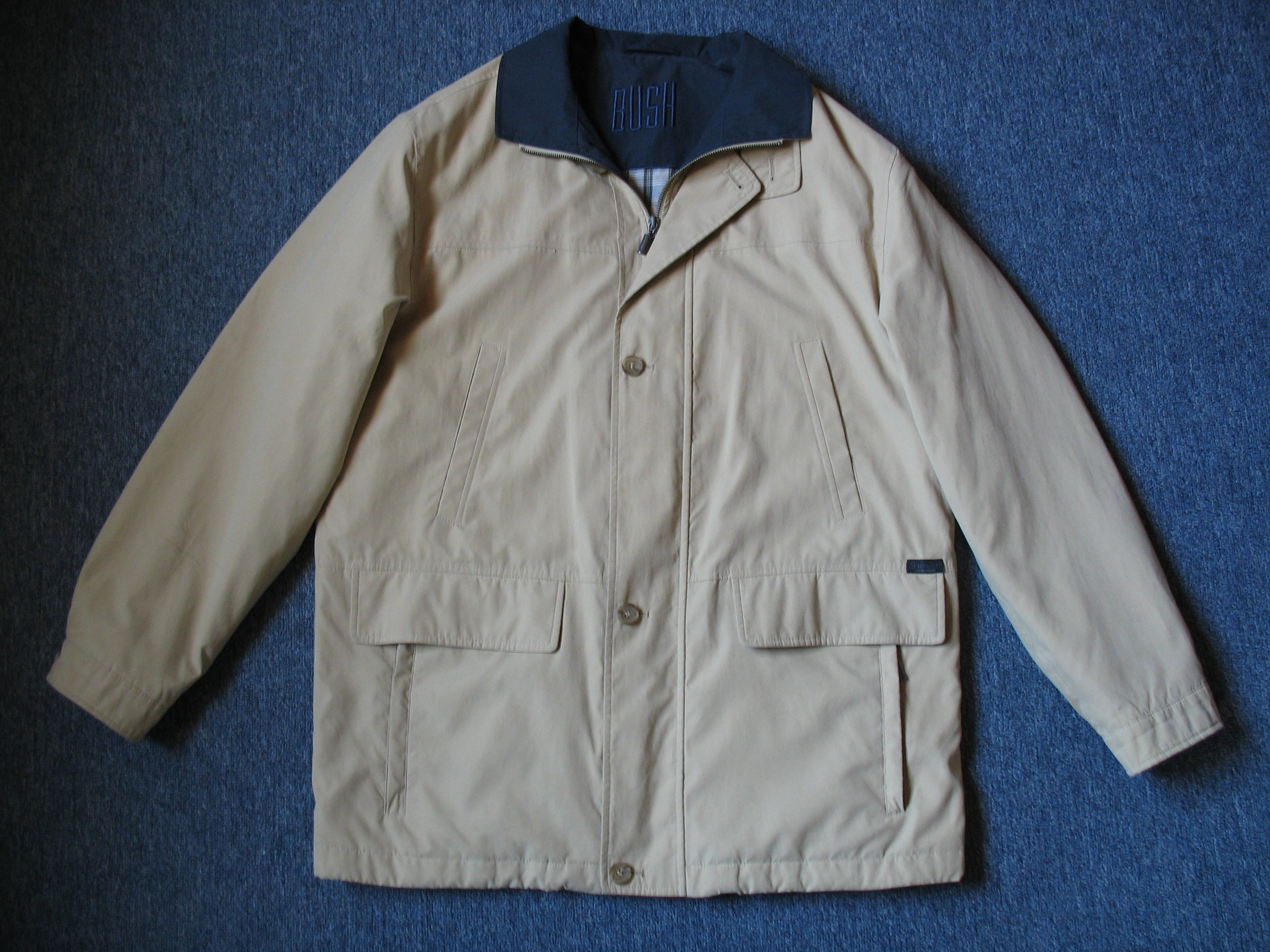
Bavlnářská tkanina bez bavlny – na bundě ze směsi 60 % polyester / 40 % polyamid

## Druhy bavlnářských tkanin
Podle výrobní technologie se může jednat o hladké, listové nebo žakárské tkaniny z barvených nebo režně bílých přízí (tkanina barvená v kuse).
Bavlnářské t. mají obvykle měkký omak, dobrou splývavost, dobré izolační vlastnosti a dají se snadno prát
V oděvním a bytovém sektoru patří bavlnářské tkaniny k nejpoužívanějším druhům textilií, u technických textilií však označení bavlnářská tkanina není obvyklé.
K nejznámějším druhům patří
barchet, batist, brokát, činovatina, damašek, denim, dyftýn, grádl, kalmuk, kanafas, kanava, klot, manšestr, molino, mul, organtýn, oxford, piké, popelín, pracovní kepr, prací kord, renforce, ryps, samet, sypkovina, veba aj.

## Označení „bavlnářská tkanina“ v praxi
Vedle přívlastku „bavlnářská“ se používalo k rozlišení textilií podle suroviny a výrobní technologie také označení vlnařská, lnářská a hedvábnická tkanina – asi do konce 20. století také v úřední statistice. Zde byly tyto výrazy později nahrazeny označeními „tkaniny bavlněné včetně směsových“, „tkaniny z vlněné příze vč. směsových“ apod.
V cizích jazycích jsou přívlastky typu „bavlnářská“ méně obvyklé, např. v angličtině je výraz se stejným obsahem zcela neznámý..